# Pirmin Loetscher
Pirmin Loetscher (* 1978 in Luzern) ist ein Schweizer Schriftsteller.

## Werdegang
Im Jahr 2002 hat ihn eine längere Krankheit zum Autogen- und Mental-Training geführt. Er absolvierte dazu einige Ausbildungen (u. a. Mentaltrainer, Coach für autogenes Training und Achtsamkeitstrainer) und arbeitet seitdem auch als Achtsamkeits- und Businesscoach.
Zudem ist er als Dozent für Achtsamkeit und Mentales Training an der Schweizerischen Hotelfachschule Luzern tätig. Loetscher lebt in der Stadt Luzern. Er studierte Kulturmanagement und arbeitet selbstständig als Kultur- und Eventmanager für internationale Musik-, Kultur- und Sporteventprojekte.

## Werke
- Das LIV-Prinzip, Giger Verlag, Zürich, 2015, ISBN 978-3-905958-51-5
- Annehmen und Loslassen, Giger Verlag, Zürich, 2016, ISBN 978-3-905958-87-4
- Mit dir allein bist du nie allein, Giger Verlag, Zürich 2016, ISBN 978-3-906872-01-8
- Achtsamkeit, Giger Verlag, Zürich 2017, ISBN 978-3-906872-32-2
- Entschleunigung, Giger Verlag, Zürich 2017, ISBN 978-3-906872-33-9
- Loslassen, Giger Verlag, Zürich 2017, ISBN 978-3-906872-34-6
- Der Guru in uns, LIV Verlag, Luzern 2020, ISBN 978-3-9525217-0-0
- Achte auf dich., LIV Verlag, Luzern, 2024, ISBN 978-3-9525678-3-8